# Neptvnvsring
De Neptvnvsring is een kunstwerk in Nijmegen van de hand van de beeldend kunstenaar Alphons ter Avest, in 2014 op de rotonde van de Broerdijk en de Hengstdalseweg geplaatst. Het is het resultaat van een bewonersinitiatief en in nauw overleg met de gemeente Nijmegen tot stand gekomen. 
In de jaren ‘30 van de vorige eeuw werden langs de Broerdijk de eerste huizen gebouwd en hebben bewoners zich afgevraagd waarom hun achtertuin een niveau lager ligt dan de straat. Ruim een halve eeuw later is daar eindelijk een verklaring voor: de dijk was waarschijnlijk de basis, het fundament, voor een houten constructie met een goot om het water over het 12 m diepe Hengstdal te leiden.

## Geschiedenis
Tijdens de Bataafse opstand  (69 – 70 na Chr.) werd het Romeinse legerkamp op de Kopse Hof vernietigd. Meteen daarna richtte het Romeinse tiende legioen op de Hunerberg een nieuw kamp op. Daar hadden ca. 5.000 soldaten behoefte aan vers drinkwater. Dat vonden de Romeinen in de bossen bij Berg en Dal. Om het water naar het kamp te leiden én om de soldaten in conditie te houden en verveling tegen te gaan, hebben ze zeer waarschijnlijk een aquaduct aangelegd.
Helemaal zeker is dat niet. Bij opgravingen zijn geen resten van het aquaduct gevonden. Maar metingen hebben uitgewezen dat vanaf de mogelijke bron, de sprengen in Berg en Dal, over een lengte van ca. 5 km. er sprake was van een hoogteverschil van ongeveer 25 m. Kaarsrechte dalen die met de hand gegraven moeten zijn en dammen ondersteunen het verhaal van de waterleiding en dit aquaduct. Het water moest in het laatste traject over het 12 m diepe Hengstdal geleid worden en hiervoor werd vermoedelijk een houten aquaduct van 500 m lengte gebouwd.  

## Kunstwerk
In 2009 nam de gemeenteraad van Nijmegen het besluit om uit veiligheidsoverwegingen op het kruispunt Broerdijk – Hengstdalseweg een rotonde te plaatsen waar € 200.000 voor werd gereserveerd. Volgens enkele initiatiefnemers was dit een mogelijkheid om het verhaal van het aquaduct en haar rijke Romeinse historie te laten zien.
De werkgroep werd in de gelegenheid gesteld om met voorstellen voor kunstwerken te komen en in een bindende stemming onder de wijkbewoners en andere belangstellenden zou het winnende ontwerp uitgevoerd worden. Voorwaarde was dat de voorstellen de goedkeuring hadden van de commissie Beeldkwaliteit.

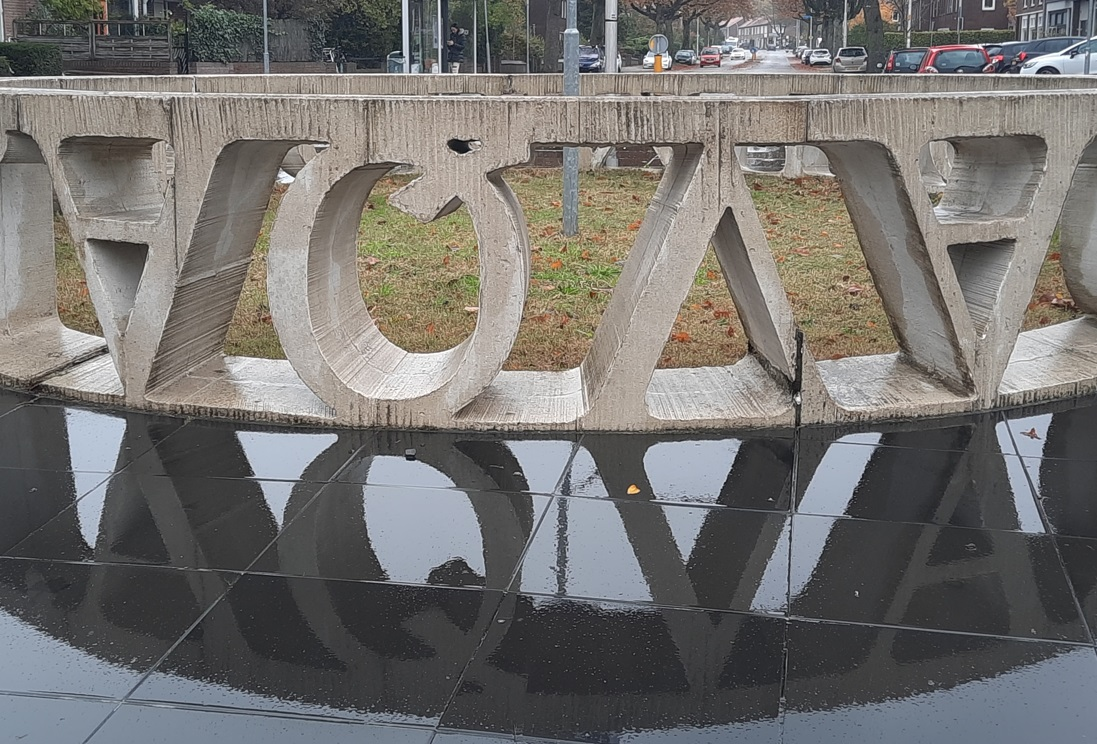
Zichtbare spiegeling

Op 13 april 2013 organiseerden de werkgroep een verkiezingsavond. Uit drie goedgekeurde ontwerpen mochten bewoners stemmen. Het ontwerp van Alphons ter Avest werd uit ruim 200 stemmen met meerderheid gekozen.
Zijn Neptvnuvsring draagt de naam van de Romeinse god van de zee en het stromend water.

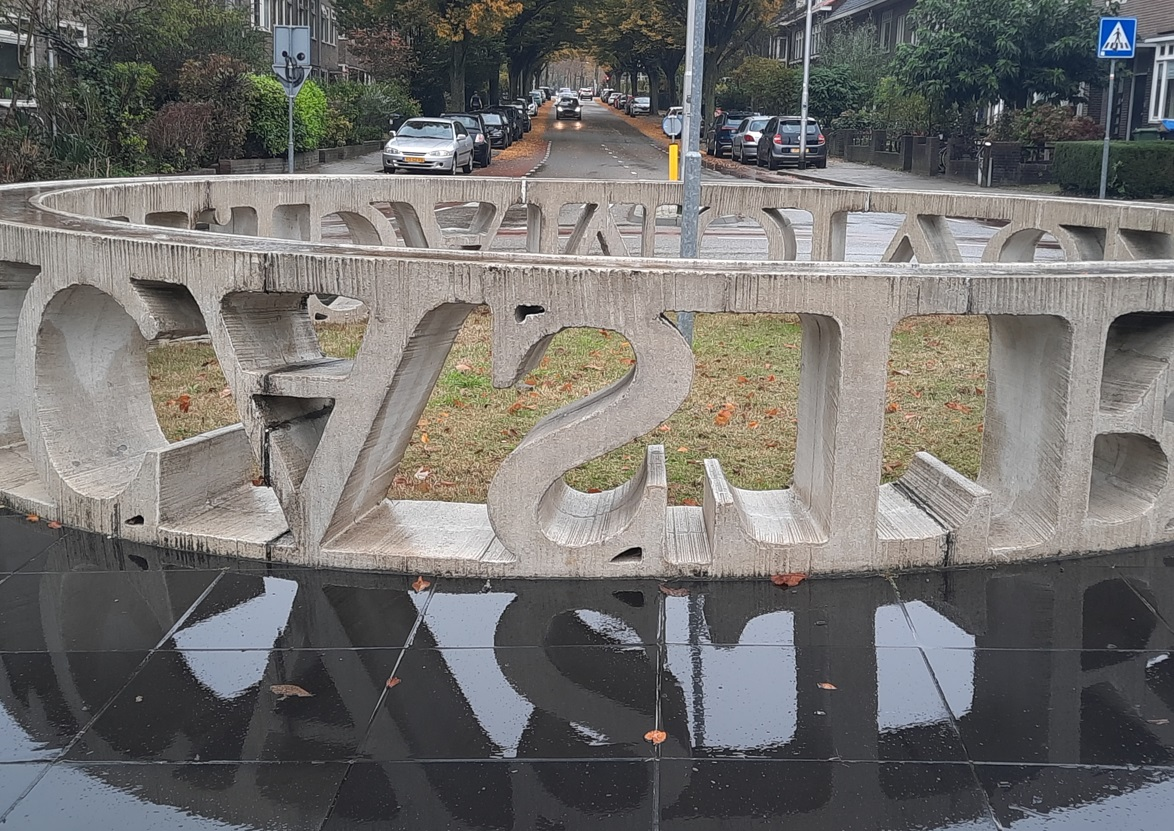
Zichtbare spiegeling

De tekst AQVA CASTRORVM NOVIOMAGI betekent “Aquaduct van het legerkamp van Nijmegen”. Deze tekst is in zware betonletters in spiegelbeeld gegoten. Op de gladde vloer van zwarte basalttegels is bij nat weer de tekst helder in het spiegelbeeld te lezen. Zo speelt de rol van water indirect een belangrijke rol bij dit kunstwerk.

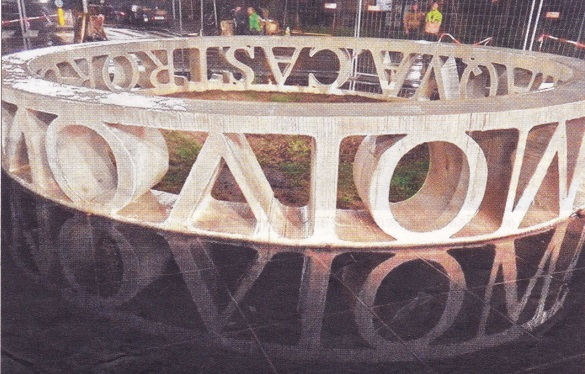
Zichtbare spiegeling

## Buurtbetrokkenheid
Om het ontwerp van Ter Avest te realiseren was geld nodig, meer dan de Gemeente Nijmegen ervoor beschikbaar had gesteld. Om het benodigde geld bij elkaar te krijgen, organiseerde de werkgroep bijzondere acties en deed zij een beroep op diverse fondsen. Twee keer werd de buurt een gemeenschappelijke “Romeinse maaltijd” aangeboden. Verkoop van speciale Aquaductwijn en "Voor Je Buurt" crowdfunding dichtten het financiële gat.
Ook op een andere manier vergrootte de werkgroep de betrokkenheid van de omwonenden. Zij konden actief bijdragen aan het afgraven van de rotonde of meehelpen om de letters uit de gietmallen te halen. Uiteindelijk werk het kunstwerk in het najaar van 2014 gerealiseerd. Op 12 december 2014 is het feestelijk gedoopt door via een houten leiding water over het kunstwerk te laten lopen. Vanwege de succesvolle buurtbetrokkenheid heeft de Kon. Heidemij in 2015 de wijk Hengstdal bekroond met het predicaat “Kern Met Pit”.

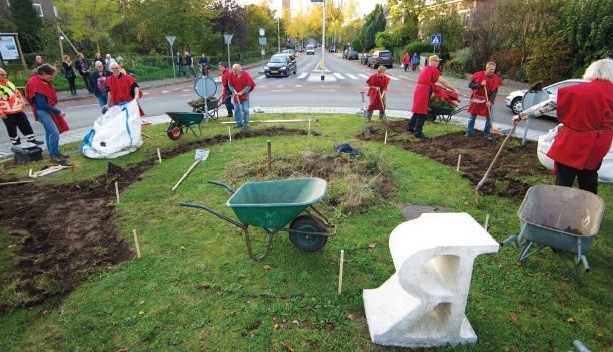
Feestelijke start 31 okt. 2014

Visuele toelichting: Het mysterie van de Broerdijk.https://youtu.be/Ftcw9rf_VGY
https://kernmetpit.nl/projecten/Kern+met+Pit+projecten+na+2012/236149.aspx